# Astra (satelliti)
Astra è il nome di una serie di satelliti di comunicazione geostazionari, che sono di proprietà e operati da SES SA, un operatore satellitare globale con sede a Betzdorf in Lussemburgo. La società SES ha registrato il marchio Astra che viene utilizzato per descrivere il sistema paneuropeo radiodiffusione fornito da questi satelliti, i canali televisivi e radio trasmessi su di essi, e anche l'apparecchiatura di ricezione.
I satelliti Astra trasmettono più di 2400 canali televisivi e radiofonici digitali via satellite alle famiglie europee e nord africane. Questi satelliti sono stati fondamentali per la creazione della TV satellitare e l'introduzione della televisione digitale, HDTV, TV 3D, e HbbTV in Europa.

## Posizioni orbitali
I satelliti Astra diffondono programmi televisivi e radiofonici da 5 posizioni orbitali: 5° E, 19,2° E, 23,5° E, 28,2° E e 31,5° E.

## Statistiche di trasmissione
Alla fine del 2014, le trasmissioni via satellite Astra sono state ricevute in 154 milioni di abitazioni in Europa; più di 64 milioni di famiglie hanno ricevuto il servizio Astra direct-to-home tramite una parabola satellitare e 47 milioni di abitazioni hanno ricevuto le trasmissioni HD. La Germania è il più grande mercato per il DTH via Astra, con 18 milioni di abitazioni.
In tutto, il 35% di tutte le abitazioni europee riceve la DTH TV satellitare, il 27% riceve la TV via cavo, l'11% riceve IPTV, e il 27% riceve trasmissioni terrestri. A disposizione via DTH, via cavo e IPTV. Il 71% di tutte le abitazioni europee che ricevono la TV via satellite, la ricevono dai satelliti Astra; e l'81% di tutte le case che ricevono la TV via satellite in HD, la ricevono dai satelliti Astra.